# You're Whole
You're Whole è una serie televisiva statunitense del 2012, creata da Michael Ian Black.
Ospitata da un fittizio presentatore di nome Randall Tyree Mandersohn, la serie parodia gli spot pubblicitari di auto-aiuto. In particolare, Mandersohn pubblicizza i suoi sistemi progettati per aiutare le persone con i loro problemi.
Promosso nelle programmazioni della rete come pubblicità reale, ogni episodio è andato in onda a partire dalle 4 del mattino all'interno dello slot DVR Theater di Adult Swim.
La serie è stata trasmessa per la prima volta negli Stati Uniti su Adult Swim dal 5 novembre 2012 al 2 dicembre 2013, per un totale di 8 episodi ripartiti su due stagioni.

## Trama
You're Whole viene presentato come una parodia degli spot pubblicitari di auto-aiuto. Ogni episodio è pubblicizzato come parte di un grande set di DVD composto da 27 dischi e viene introdotto dal presentatore Randall Tyree Mandersohn: un guru dell'auto-aiuto e cieco, ossessionato dalla pallavolo. Insieme a sua moglie Pam, Mandersohn mira ad aiutare le persone usando i suoi sistemi bizzarri.

## Episodi
| Stagione         | Episodi | Prima TV USA | Prima TV Italia |
| ---------------- | ------- | ------------ | --------------- |
| Prima stagione   | 3       | 2012         | inedita         |
| Seconda stagione | 5       | 2013         | inedita         |

## Personaggi e interpreti
- Randall Tyree Mandersohn, interpretato da Michael Ian Black.
- Pam Mandersohn, interpretata da Cathy Shim.

## Produzione
You're Whole è stato presentato come una parodia dei self-help e delle televendite. Ogni episodio viene pubblicizzato come parte di un set DVD, composto da 27 dischi. Lo show è caratterizzato da Michael Ian Black come ospite, Randall Tyree Mandersohn: una persona "totalmente cieca", che pratica il self-help, ossessionato di pallavolo. Insieme con sua moglie Pam (Cathy Shim), Mandersohn mira ad aiutare le persone con i suoi bizzarri oggetti. Lo show è stato diretto da Michael Showalter, collaboratore di Black da tempo. L'attrice Crista Flanagan ha rivelato che la seconda stagione è stata girata verso agosto 2013. 
In un'intervista di giugno 2014 con i Detroit Metro Times, Black ha dichiarato che non sarebbero state prodotte ulteriori stagioni. Black ha inoltre dichiarato che "non ha trascorso molto tempo a pensarci", poiché avrebbe viziato "una parte della stupidità". Il produttore di Abominable Pictures, David Soldinger, ha rivelato poi che Black era venuto nella sua compagnia, con l'idea di fare una parodia sulle televendite.

### Live performance
Il 31 Gennaio 2014 è stata girata una performance dal vivo dello show al SF Sketchfest del 2014. Questa performance ha ottenuto critiche positive, infatti secondo il creatore, "il risultato era una performance concisa e allegra che era fedele allo show originale".